# Der Bär ist los!
Der Bär ist los! ist ein deutsch-tschechischer Kinderfilm von Dana Vávrová aus dem Jahr 2000. Der Kinostart erfolgte am 6. April jenes Jahres.

## Handlung
Die 13-jährige Julia lebt gemeinsam mit ihrem Vater in Berlin. Als die Sommerferien vor der Tür stehen, bringt er Julia zu ihrer Mutter, die in einem kleinen Dorf im Böhmerwald in Tschechien lebt. Zunächst ist sie wenig begeistert von dem Plan ihres Vaters, erlebt aber dennoch eine schöne Ferienzeit mit ihrer Mutter, als ein deutscher Wanderzirkus in das kleine Dorf kommt. Der Zirkusbär Joschka hat es Julia besonders angetan. Als dieser den örtlichen Dorfladen verwüstet und daraufhin zum Abschuss durch einen Jäger freigegeben wird, kämpft Julia für Joschka, um ihn zu beschützen.
Sie flüchtet mit den Zirkuskindern und dem Bären, um ihn in Sicherheit zu bringen. Die Erwachsenen des Ortes begeben sich gemeinsam mit den Zirkusleuten auf die Suche nach den Kindern. Als der Bär sich von der Kindergruppe entfernt und dem Jäger gegenübersteht, erschreckt sich der Jäger und erleidet einen Jagdunfall. Die Kinder kommen hinzu und helfen dem verletzten Jäger, der dafür den Bären verschont. Gemeinsam kehren die Kinder, der Bär und der Jäger zu den Erwachsenen ins Dorf zurück. Dort werden sich die Dorfbewohner mit den Zirkusleuten wegen des verwüsteten Ladens einig. Nach einer gut besuchten Vorstellung zieht der Zirkus weiter. Julia, die sich mit dem Sohn des Zirkusdirektors angefreundet hat, wird von ihrem Vater abgeholt.

## Hintergrund
Die Dreharbeiten fanden vom 7. Juli 1999 bis zum 1. September 1999 im Böhmerwald (Tschechien) und Berlin statt. Der Film wurde von der Perathon Film- und Fernseh GmbH produziert. Das Budget betrug 3,9 Mio. Mark.
In dem Film Der Bär ist los! spielen die drei Töchter von Regisseurin Dana Vávrová mit, wobei Janina Vilsmaier die Hauptrolle der Julia übernahm. Die Drehbuchautoren orientierten sich bei der Gestaltung der Filmfiguren an den Mädchen. Auch Vávrová selbst und ihr Schwager Karel Heřmánek übernahmen kleinere Rollen. Ihr Ehemann Joseph Vilsmaier produzierte den Film.

## Kritiken
„Ein kindergerechtes Märchen rund um die erste Liebe, mit netten Tier- und Landschaftsaufnahmen.“

„Seine inhaltlichen
Qualitäten sind höher zu bewerten als seine filmische Gestaltung,
die manchmal doch etwas bemüht wirkt. Eine straffere Montage wäre
sicher wünschenswert gewesen. Ein Lob gilt aber der Auswahl der
Kinder und deren Spiel.  Prädikat wertvoll.“